# Tun de 75 mm model 1897
Tunul de 75 mm model 1897 francez a fost un tun de câmp cu tragere rapidă, intrată în înzestrarea forțelor armate începând cu luna martie 1898. Denumirea sa oficială în limba franceză a fost: Matériel de 75mm Mle 1897. A fost cunoscut sub diferite denumiri, cum ar fi French 75, 75, Soixante-Quinze sau 75 mm Puteaux (România).
Inițial, tunul francez de 75 mm a fost proiectat ca un sistem de armă anti-personal, destinat să lanseze o cantitate mare de proiectile cu șrapnele, cu focos de timp, asupra trupelor inamice, în câmp deschis. După 1915 și apariția „războiului tranșeelor”, au început să prevaleze alte tipuri de misiuni care cereau un nou tip de proiectil, exploziv și cu detonare la impact. 
Începând cu 1918 tunul de 75 a a devenit principalul mijloc de lansare a proiectilelor cu gaze de luptă. Totodată, tunul de 75 mm a fost utilizat pe scară largă în varianta de tun antiaerian autopropulsat. A mai fost utilizat ca tun principal pentru tancul „Saint-Chamond” model 1918.
Tunul francez de 75 mm este considerat, în general, ca fiind prima piesă de artilerie modernă. Cu un design revolutionar pentru vremea sa, el reunea cele mai recente evoluții care avuseseră loc în artilerie în secolul al XIX-lea și anume: utilizarea pulberii fără fum, a muniției acuplate, a proiectilelor explozive și a încărcării pe la culată prin procedeul Nordenfelt. El a fost totodată, primul tun de câmp dotat un mecanism de recul hidro-pneumatic, care menținea afetul și trenul rulor perfect nemișcate pe timpul secvenței de tragere. Întrucât nu avea nevoie să fie refăcută ochirea după fiecare lovitură, echipajul putea executa o nouă lovitură de îndată ce țeava revenea în poziția inițială. 
În mod normal, tunul de 75 mm putea trage cincisprezece proiectile pe minut la  țintă, fie proiectile cu șrapnele fie proiectile explozive, la o distanță de aproximativ 8.500 m (5 mile). Viteze de tragerea putea ajunge chiar la aproape de 30 de proiectile pe minut, deși doar pentru un timp foarte scurt și cu un echipaj foarte experimentat. 
La izbucnirea Primului Război Mondial, în 1914, armata franceză avea în serviciu aproximativ 4.000 tunuri de câmp de aceste tip. Până la sfârșitul războiului au fost produse alte circa 12.000. Tunul a fost, de asemenea, în serviciu Forței Expediționare Americane (AEF), care a fost înzestrată cu aproximativ 2.000 de tunuri de câmp franceze de 75 mm. Mai multe mii de piese erau încă în uz în armata franceză la începerea celui de-Al Doilea Război Mondial, modernizate cu roți și anvelope noi, pentru a permite tractarea cu autovehicule, în loc de cai. Tunul francez de 75 mm a reprezentat modelul pentru aproape toate piesele de artilerie din primii ani ai secolului XX, tunurile, de 75 mm în cea mai mare parte, stând la baza înzestrării majorității unităților de artilerie de câmp, în primele faze ale celui de-Al Doilea Război Mondial. 
Acest tun nu trebuie confundat cu "modelul 1907" produs de Schneider și nici cu "modelul 1912" destinat cavaleriei franceze și pieței de export, produs de același manufacturier. Deși au utilizat muniție originală franceză de 75 mm, aceste tunuri fabricate de producătorul privat Schneider erau mai ușoare, mai mici și diferite din punct de vedere mecanic.

## Galerie foto

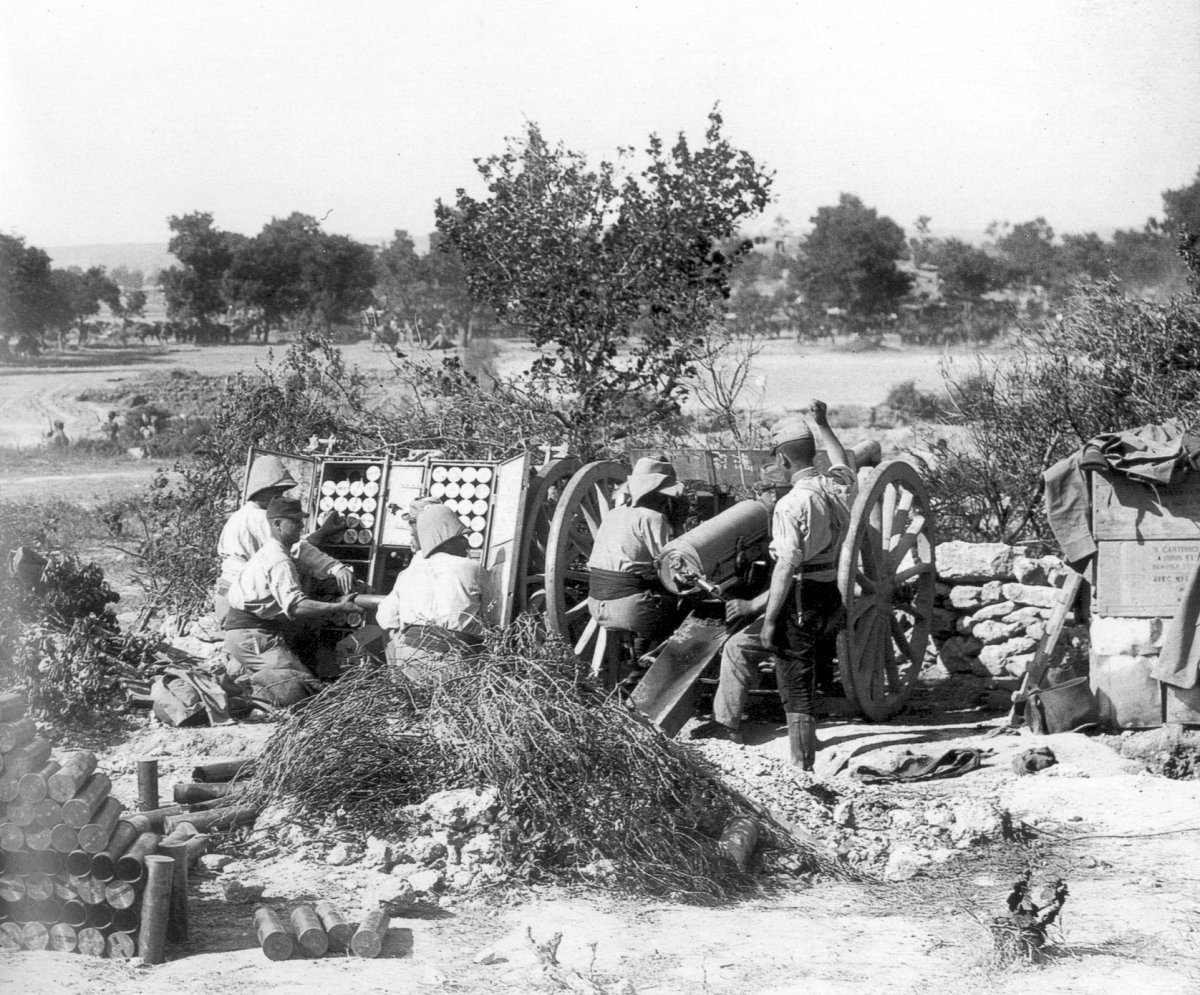
Tun de 75 mm pe frontul francez, 1915
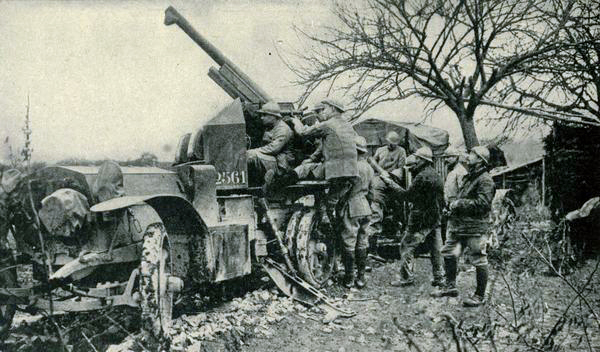
Autotun de 75 mm în poziţie de tragere
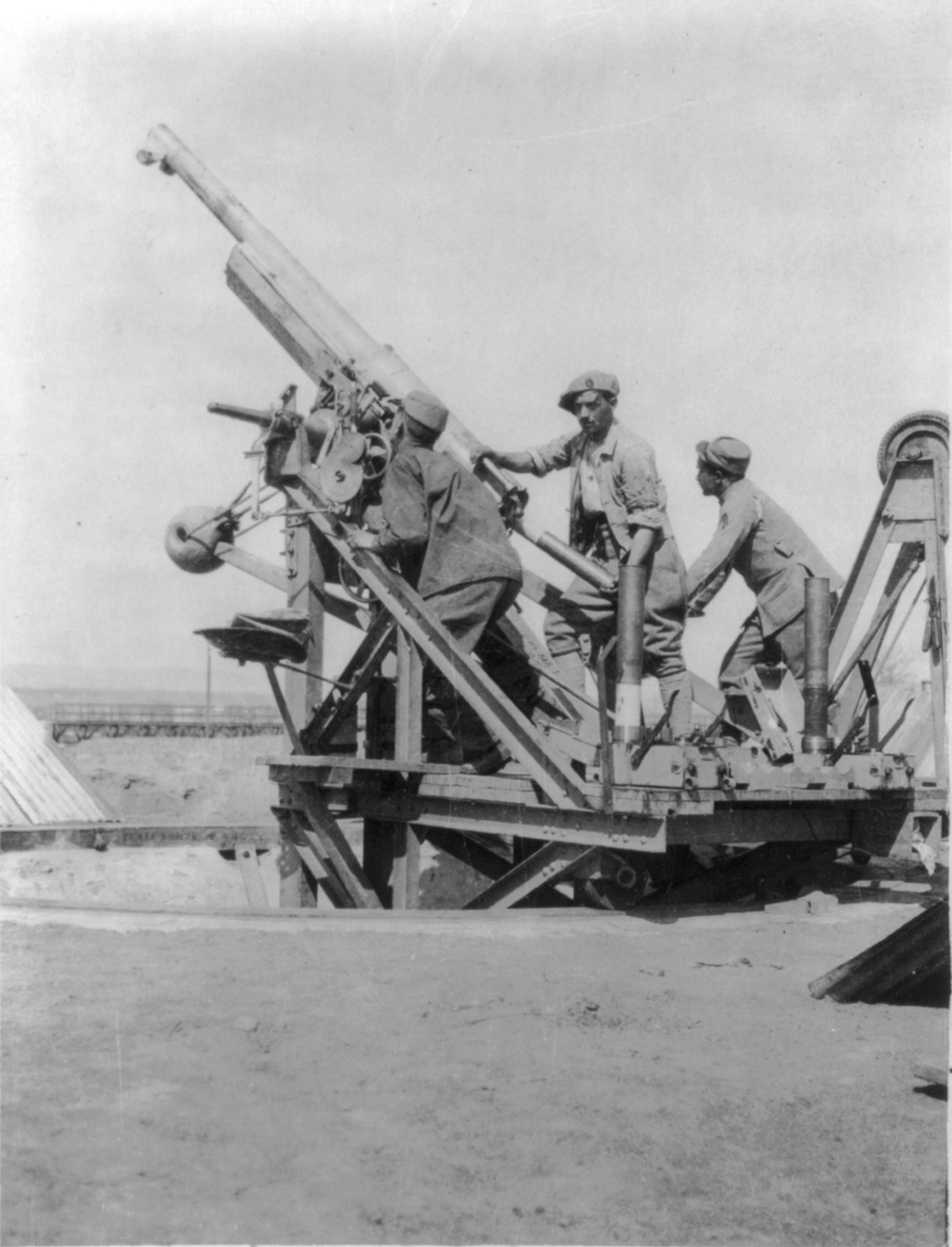
Tun antiaerian de 75 mm, pe platformă, pe frontul de la Salonic
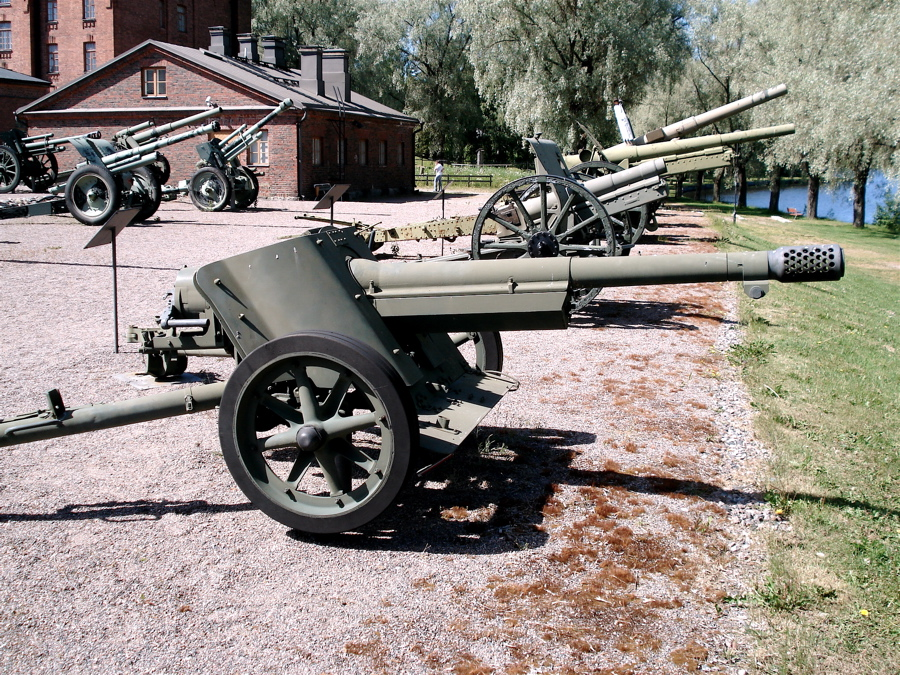
Tun antitanc de 75 mm, model 1938, variantă germană

## Legături externe
- Manual For The Battery Commander. 75-mm Gun. FROM "L'ECOLE DU COMMANDANT DU BATTERIE, I PARTIE, CANON 75", Of THE FRENCH ARTILLERY SCHOOL, OF DECEMBER, 1916, CORRECTED TO MARCH, 1917. Translated to English and republished by US Army War College 1917 Arhivat în 18 ianuarie 2013, la Archive.is
- Notes on the French 75-mm Gun. US Army War College. October 1917 Arhivat în 18 ianuarie 2013, la Archive.is
- 75 Millimeter Gun Material Model of 1897 M1 (French). Pages 80–93 in "Handbook of artillery : including mobile, anti-aircraft and trench matériel (1920)" United States. Army. Ordnance Dept, May 1920
- United States War Department. TM 9-305 Technical Manual 75-MM Gun Matériel, M1897 and Modifications. 31 March 1941 Arhivat în 10 aprilie 2010, la Wayback Machine.
- List and pictures of World War I surviving 75 mm Mle 1897 guns
- Canon de 75 Modèle 1897

| Portal icon | Portal România în Primul Război Mondial |

| Portal icon | Portal Primul Război Mondial |

| Portal icon | Portal Istorie |